# 蒙特勒伊勒谢蒂夫
蒙特勒伊勒谢蒂夫（法語：Montreuil-le-Chétif，法語發音：[mɔ̃tʁœj lə ʃetif]）是法国萨尔特省的一个市镇，属于马梅尔斯区。

## 地理
蒙特勒伊勒谢蒂夫（48°14'43"N, 0°2'9"W）面积14.64 平方千米，位于法国卢瓦尔河地区大区萨尔特省，该省份为法国西北部内陆省份，北起顺时针与奥恩省、厄尔-卢瓦省、卢瓦-谢尔省、安德尔-卢瓦尔省、曼恩-卢瓦尔省和马耶讷省接壤，是法国大西部的入口，连接卢瓦尔河谷、布列塔尼和巴黎盆地。
与蒙特勒伊勒谢蒂夫接壤的市镇（或旧市镇、城区）包括：杜耶、塞格里、蒙圣让、圣欧班德洛克奈。

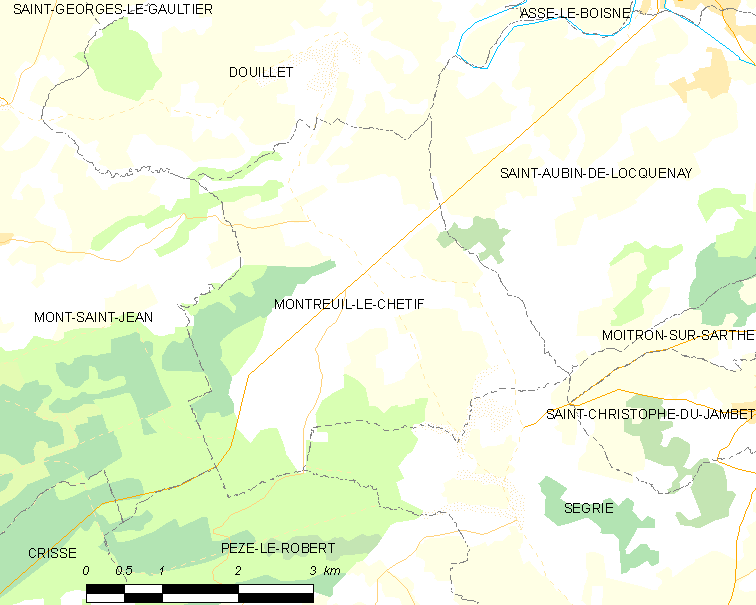
蒙特勒伊勒谢蒂夫的OSM定位图

蒙特勒伊勒谢蒂夫的时区为UTC+01:00、UTC+02:00（夏令时）。

## 行政
蒙特勒伊勒谢蒂夫的邮政编码为72130，INSEE市镇编码为72209。

## 政治
蒙特勒伊勒谢蒂夫所属的省级选区为锡耶勒纪尧姆县。

## 人口

1962-2008年间蒙特勒伊勒谢蒂夫人口变化图示

蒙特勒伊勒谢蒂夫于2022年1月1日时的人口数量为313人。